# Rhinow
Rhinow [ˈʁiːnoː] ist eine Stadt im Landkreis Havelland in Brandenburg. Rhinow ist Verwaltungssitz des Amtes Rhinow.

## Geografie
Der Ort liegt am südlichen Rand des Rhinluches und am Fuße der bis zu 110 Meter hohen Rhinower Berge. Das Stadtgebiet wird vom Rhin in westlicher Richtung durchflossen. An der südwestlichen Stadtgrenze befindet sich der Gülper See.

## Stadtgliederung
Zur Stadt Rhinow gehört der Ortsteil Kietz, eine frühere slawische Siedlung. Hinzu kommen die Wohnplätze Buchhorst, Glewe, Horst, Mühlenburg.

## Geschichte
Im Zuge der feudalen Ostexpansion wurde um 1200 eine slawische Burg übernommen und zur Sicherung des Übergangs über den Rhin weiter ausgebaut (spätere Mühlenburg). Unterhalb der Burg entwickelte sich daraufhin eine deutsche Ansiedlung. Eine slawische Siedlung bestand daneben im benachbarten Dorf Kietz. Die erste urkundliche Erwähnung als „Rinowe“ datiert auf den 28. Dezember 1216, als der Brandenburger Bischof Siegfried II. bei seiner Amtsübernahme dem Brandenburger Domkapitel seine Archidiakonatsrechte bestätigte. 1333 wurde Rhinow das erste Mal als Stadt bezeichnet. Bis 1376 gehörten die Stadt und das Ländchen Rhinow den Grafen von Lindow-Ruppin, die sie 1377 an Kaiser Karl IV. herausgeben mussten. 1386 gelangte Rhinow als Pfand in den Besitz des Bischofs von Brandenburg, der es weiter verpfändete. 1441 kam mit fast dem gesamten Ländchen Rhinow auch die Mühlenburg für die nächsten 500 Jahre in den Besitz der Familie von der Hagen. Ihre Vertreter sind unter anderem Christian von der Hagen (1591–1665), verheiratet mit Sophie von der Schulenburg, dann deren Sohn Arnd Heinrich von der Hagen-Rhinow, Major in sächsischen Diensten. Dessen Enkel Friedrich Karl Leopold von der Hagen (1752–1810) auf Rhinow diente als Rittmeister wieder bei den preußischen Fahnen. Die einzelnen Familienlinien derer von Hagen heirateten teilweise untereinander und vererbten somit ihre Besitzungen in die eigene Hand. Enge familiäre Verbindungen bestanden unter anderem zur Familie von Bredow.
Während des Dreißigjährigen Krieges zogen die Schweden unter Gustav Adolf 1631 durch die Stadt. 1636 wurde Rhinow durch schwedische Truppen geplündert und in Brand gesteckt. Nach dem Dreißigjährigen Krieg übernahm die Familie von der Hagen weitere wüst gewordene Höfe (Alter Hof, Neuer Hof). Eine auf dem Gelände der inzwischen aufgegebenen Mühlenburg errichtete Wassermühle wurde 1773 abgerissen. Um 1788 hält die Gutsbesitzerfamilie fast sämtliche Rechte in dem damals mit 36 Bürgerstellen kleinen Städtchen, lässt die höhere und niedere Gerichtsbarkeit durch einen Richter verwalten und bestätigt den Rat und den Bürgermeister. Etwa einhundert Jahre später weist das erstmals amtlich publizierte General-Adressbuch der Rittergutsbesitzer für Brandenburg für das Rittergut Rhinow gesamt 774,59 ha aus. Der Waldbesitz betrug anteilig 107,56 ha. Die Familie von der Hagen verpachtete jener Zeit an Ober-Amtmann Thiele. Letzte Grundbesitzer waren der Hauptmann Joachim von der Hagen (1874–1914) und dann seine Witwe Eva, geborene von Hase (1879–1950), Tochter des Mediziners Paul von Hase und ältere Schwester des späteren Generals und Widerstandskämpfers Paul von Hase. Schon vor der großen Wirtschaftskrise 1929/1930 lebte Eva von der Hagen-Rhinow, und dauerhaft bis über 1939 hinaus, in Berlin, ihr Gutsbesitz betrug noch 776 ha, verpachtet an den Landwirt Emil Hinze.
Im Gedenken an Otto Lilienthal wurde 1936 am Flugplatz Stölln/Rhinow eine bekannte Segelflugschule gegründet. 1945 wurde die Bodenreform in Rhinow durchgeführt. Frau von der Hagen wurde Siedlerin in Rhinow und erhielt, als eine der wenigen Ausnahmen von ehemaligen Gutsbesitzern in der Provinz Brandenburg, Ende 1945 auch ein Landstück im Ort zugewiesen. Sie lebte zuletzt in Friesack.
Rhinow gehörte seit 1817 zum Kreis Westhavelland in der preußischen Provinz Brandenburg und ab 1952 zum Kreis Rathenow im DDR-Bezirk Potsdam. Seit 1993 liegt die Gemeinde im brandenburgischen Landkreis Havelland.

## Bevölkerungsentwicklung
| Jahr | Einwohner |
| ---- | --------- |
| 1875 | 1 180     |
| 1890 | 1 300     |
| 1910 | 1 359     |
| 1925 | 1 351     |
| 1933 | 1 373     |
| 1939 | 1 563     |

| Jahr | Einwohner |
| ---- | --------- |
| 1946 | 2 451     |
| 1950 | 2 315     |
| 1964 | 1 875     |
| 1971 | 1 887     |
| 1981 | 2 198     |
| 1985 | 2 213     |

| Jahr | Einwohner |
| ---- | --------- |
| 1990 | 2 146     |
| 1995 | 2 103     |
| 2000 | 2 101     |
| 2005 | 1 933     |
| 2010 | 1 716     |
| 2015 | 1 625     |

| Jahr | Einwohner |
| ---- | --------- |
| 2020 | 1 596     |
| 2021 | 1 593     |
| 2022 | 1 592     |
| 2023 | 1 580     |
| 2024 | 1 603     |

 Gebietsstand des jeweiligen Jahres, Einwohnerzahl: Stand 31. Dezember (ab 1991), ab 2011 auf Basis des Zensus 2011, ab 2022 auf Basis des Zensus 2022 

## Politik

### Stadtverordnetenversammlung
Die Stadtverordnetenversammlung von Rhinow besteht aus 12 Stadtverordneten und dem ehrenamtlichen Bürgermeister. Die Kommunalwahl am 9. Juni 2024 führte bei einer Wahlbeteiligung von 61,5 % zu folgendem Ergebnis:
| Partei / Wählergruppe          | Stimmenanteil 2019 | Sitze 2019 |  | Stimmenanteil 2024 | Sitze 2024 |
| ------------------------------ | ------------------ | ---------- |  | ------------------ | ---------- |
| Bündnis für Rhinow (BFR)       | –                  | –          |  | 41,0 %             | 5          |
| Aus Rhinow – Für Rhinow (ARFR) | –                  | –          |  | 19,3 %             | 2          |
| SPD                            | 38,7 %             | 5          |  | 17,6 %             | 2          |
| FDP                            | 19,6 %             | 2          |  | 11,5 %             | 1          |
| CDU                            | 05,6 %             | 1          |  | 06,2 %             | 1          |
| Die Linke                      | 07,2 %             | 1          |  | 04,4 %             | 1          |
| Einzelbewerber Ringo Wegner    | 09,4 %             | 1          |  | –                  | –          |
| Einzelbewerber Marco Piske     | 08,2 %             | 1          |  | –                  | –          |
| Einzelbewerber Henry Klare     | 05,9 %             | 1          |  | –                  | –          |
| Einzelbewerber Axel Klare      | 05,3 %             | –          |  | –                  | –          |
| Insgesamt                      | 100 %              | 12         |  | 100 %              | 12         |

### Bürgermeister
- 1998–2014: Sybille Heling (FDP)[19]
- seit 2014: Stefan Schneider (SPD)[20]

Schneider wurde in der Bürgermeisterwahl am 9. Juni 2024 ohne Gegenkandidaten mit 76 % der gültigen Stimmen für eine weitere Amtszeit von fünf Jahren gewählt.

### Wappen
| Wappen von Rhinow | Blasonierung: „In Silber über blauem Wasser eine rote Ziegelmauer, dahinter zwei rote Turmbauten von unterschiedlicher Gestalt: vorn ein Rundturm mit blauem Spitzdach und goldenem Knauf, hinten ein viereckiger Turm mit blauem Spitzdach und Erkertürmchen; Mauer und Wasser belegt mit einem silbernen Schild, darin ein goldbewehrter roter Adler; darüber, aus dem Rand des Schildes wachsend, ein blaugekleideter weißbärtiger Alter mit blauer Kappe, in der Rechten einen goldenen Stab haltend; zu beiden Seiten des Schildes auf dem Wasser schwimmend je zwei silberne Schwäne.“ |
| Wappen von Rhinow | Wappenbegründung: Das älteste Wappen von 1580 zeigt bereits das beschriebene Bild. Das Wasser deutet auf den Fluss Rhin hin, die im mittelalterlichen Baustil gehaltenen Türme, Tore und Mauern kennzeichnen den Ort als Stadt. Der Silberschild enthält den brandenburgischen Adler. Das Männerbildnis stellt aller Wahrscheinlichkeit nach den Domherrn Kunikin, den Begründer der Stadt, dar. |

## Sehenswürdigkeiten

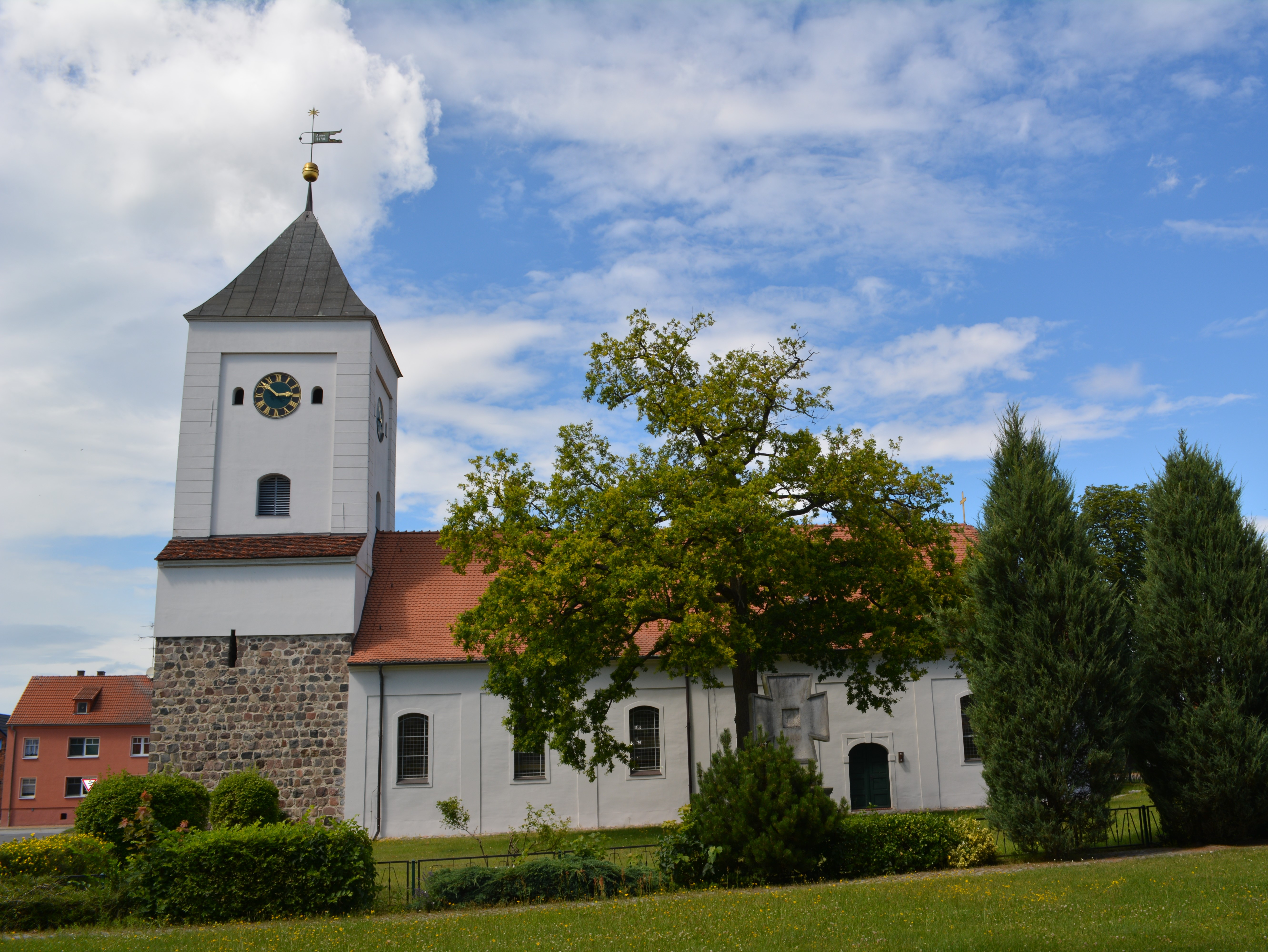
Stadtkirche Rhinow

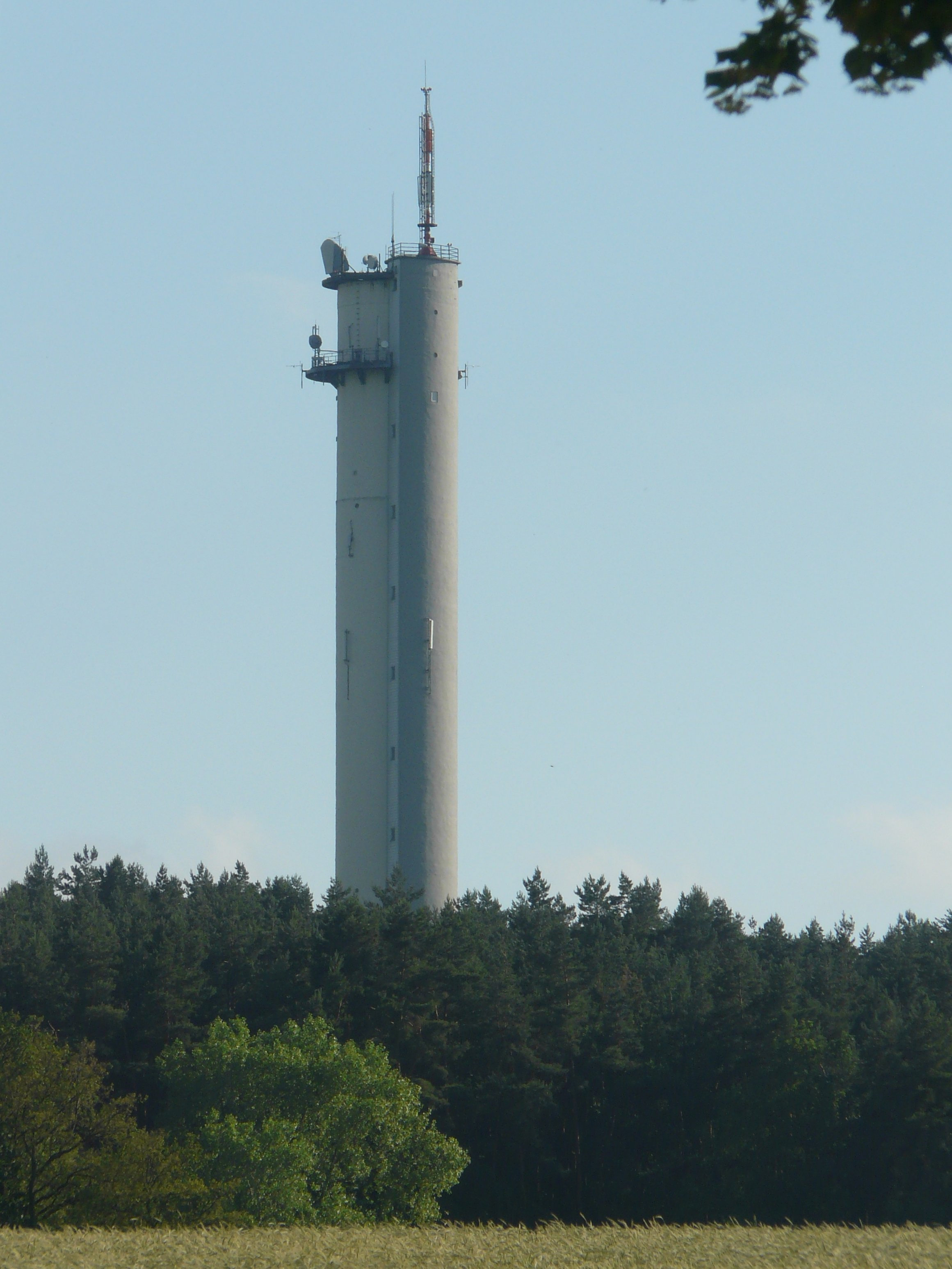
Fernmeldeturm Rhinow

In der Liste der Baudenkmale in Rhinow stehen die in der Denkmalliste des Landes Brandenburg eingetragenen Baudenkmale.
- 101 Meter hoher Fernmeldeturm aus Stahlbeton in ungewöhnlicher asymmetrischer Bauweise bei 52° 44′ 45,4″ N, 12° 21′ 7,4″ O. Er wurde zu DDR-Zeiten von der Deutschen Post erbaut und gehört heute der Deutschen Funkturm, einer Tochtergesellschaft der Deutschen Telekom.
- Radarkuppel mit den Nebengebäuden der ehemaligen Abhöranlage der Stasi,[24] mit der zu Zeiten des Kalten Krieges die Richtfunkverbindungen zwischen Berlin-Frohnau und Gartow abgehört wurde. Dort konnten seinerzeit bis zu 20.000 Fernsprechverbindungen gleichzeitig erfasst werden.

## Verkehr
Durch den Ort führen die B 102 von Neustadt (Dosse) nach Rathenow und die Landesstraße L 17 von Havelberg in Sachsen-Anhalt nach Friesack.
Der Bahnhof Rhinow lag an der 2003 stillgelegten Bahnstrecke Neustadt (Dosse)–Rathenow.

## Persönlichkeiten
- Otto Lilienthal (1848–1896), Luftfahrtpionier, ließ sich 1893 in Rhinow nieder, um hier die Werkstatt für seine Gleiter einzurichten. Anfangs flog er auch in den Rhinower Bergen, wechselte dann aber auf den Gollenberg.
- Otto Schulze (1869–1930), Landschaftsarchitekt, in Kietz geboren
- Jens Schöne (* 1970), Zeithistoriker und Autor, ging in Rhinow zur Schule